# Oscar Chescotta
Oscar Mario Chescotta (San Juan, 25 de junio de 1919-Buenos Aires, 28 de mayo de 2009) fue un militar argentino, perteneciente al Ejército, que alcanzó el grado de general de división. Se desempeñó sucesivamente como secretario de Industria y Comercio Interior, y luego como ministro de Industria, Comercio y Minería de la Nación Argentina entre 1970 y 1971, en los gobiernos de facto de Roberto Marcelo Levingston y Alejandro Agustín Lanusse, durante la dictadura autodenominada «Revolución Argentina».

## Biografía

### Carrera militar
Nacido en San Juan en 1919, asistió al Colegio Militar de la Nación, egresando en 1939 como subteniente de artillería. Pasó a integrar el Regimiento de Infantería Mecanizado 8 y luego el 39 de artillería. Asistió a la Escuela Superior Técnica y luego integró la Dirección General de Tracción Mecánica con el grado de teniente. En su carrera militar, alcanzó el grado de general de división.

### Revolución Argentina
Hacia 1967 era director general de Administración. En octubre de 1968, fue designado presidente del directorio de la Dirección General de Fabricaciones Militares.
En julio de 1970, fue designado Secretario de Industria y Comercio Interior por el presidente de facto Roberto Marcelo Levingston. También se desempeñó como titular de Hierro Patagónico de Sierra Grande Sociedad Anónima Minera (Hipasam).
En junio de 1971, el presidente de facto Alejandro Agustín Lanusse lo designó ministro de Industria, Comercio y Minería de la Nación. En medio de un déficit comercial registrado por primera vez en una década, en septiembre de 1971 dispuso una suspensión temporal de todas las importaciones para evitar una crisis en la balanza de pagos por la salida de divisas. Renunció en octubre de 1971, y el ministerio fue dividido en dos: Industria y Minería, a cargo de Carlos Casale, y Comercio, encabezado por Alfredo José Girelli.
En noviembre de 1971 asumió como presidente de Sociedad Mixta Siderúrgica Argentina (SOMISA), ocupando el cargo hasta 1974.

### Años posteriores
Años más tarde integró el directorio del Banco Mediterráneo S.A. Junto a los demás directivos de dicho banco, recibió un sumario financiero del Banco Central de la República Argentina en 2003.